# Hrami
Hrami, Kcija-Hrami (azerski: Anaxatır, gruzijski: ხრამი, ruski: Храми, Кция-Храми, prije Храм, Кция) je rijeka u istočnoj Gruziji i zapadnom Azerbajdžanu. Duga je 201 kilometar. Površina porječja iznosi 8340 km2. Prosječni istjek iznosi 51,3 m3/s, a maksimalni 1260 m3/s. Izvire na Trialetskim planinama na nadmorskoj visini od 2422 metara. Teče u dubokoj dolini i brzacima. Desna je pritoka rijeke Kure u koju se ulijeva oko 3 km nakon ulaska u Azerbajdžan. Riječni režim je mješovitoga tipa, no prevladava snijeg. Rijeka se ne zamrzava. Glavne pritoke su Debed i Mašavera. Koristi se za navodnjavanje. Na rijeci Hrami sagrađeno je umjetno Cavsko jezero te hidroelektrane Hrami-1 (rus. Храми ГЭС-1) i Hrami-2 (rus. Храми ГЭС-2).

## Vanjske poveznice
|  | Zajednički poslužitelj ima još gradiva o temi Hrami |